# Generální prokurátor Izraele
Generální prokurátor Izraele (hebrejsky היועץ המשפטי לממשלה‎, ha-jo'ec ha-mišpati la-memšala, doslova „právní poradce vlády“) stojí v čele právního systému moci výkonné. Jde o ústřední instituci v rámci izraelského právního systému. Generální prokurátor stojí v čele státního zastupitelství, je legislativním poradcem vlády a státních institucí a střeží „veřejný zájem, právní stát a občanské svobody.“ Je zodpovědný za to, aby schvalované zákony a administrativní postupy byly v souladu se základními zákony a v tomto smyslu poskytuje poradní činnost legislativnímu oddělení ministerstva spravedlnosti v souvislosti s přípravou zákonů. Poradní činnost poskytuje přímo či nepřímo, prostřednictvím právních poradců jednotlivých vládních resortů. Kromě vlády je též poradcem ministerstev a místní samosprávy. Je zodpovědný za vydání směrnic pro vládu v souvislosti s interpretací zákona a příslušných právních předpisů. Jeho právní názory jsou přijímány jako autoritativní interpretace zákona a jsou závazné pro všechny vládní instituce. Generální prokurátor „zastupuje stát v soudních řízení u všech soudů a tribunálů v trestních, civilních a správních záležitostech.“ Většinu svých povinností deleguje na státní zástupce. Rozhoduje zdali podat žalobu, vyšetřovat či uzavřít případ, může požádat o prodloužení zadržení osoby ve vazbě či o zbavení imunity poslance Knesetu. Jeho rozhodnutí může zvrátit jen Nejvyšší soud. Podle bývalého generálního prokurátora Jicchaka Zamira jsou „skutečným klientem generálního prokurátora občané.“
Od února 2022 je generální prokurátorkou Gali Baharav-Miara.

## Seznam generálních prokurátorů
- Ja'akov Šimšon Šapira (1948–1950)
- Chajim Kohen (1950–1960)
- Gid'on Hausner (1960–1963)
- Moše Ben Ze'ev (1963–1968)
- Me'ir Šamgar (1968–1975)
- Aharon Barak (1975–1978)
- Jicchak Zamir (1978–1986)
- Josef Chariš (1986–1993)
- Michael Ben Ja'ir (1993–1997)
- Roni Bar-On (1997)
- Eljakim Rubinstein (1997–2004)
- Menachem Mazuz (2004–2010)
- Jehuda Weinstein (2010–2016)
- Avichaj Mandelblit (2016–2022)
- Gali Baharav-Miara (od 2022)